# تاكاشي كاساهارا (لاعب كرة قدم مواليد 1988)
تاكاشي كاساهارا (باليابانية: 笠原 昂史) (مواليد 21 نوفمبر 1988)، هو لاعب كرة قدم ياباني سابق كان يلعب كحارس مرمى.

## وصلات خارجية
- تاكاشي كاساهارا (1988) على موقع رابطة كرة القدم اليابانية للمحترفين (اليابانية)
- تاكاشي كاساهارا (1988) على موقع قاعدة بيانات كرة القدم.إي يو (الإنجليزية)
- تاكاشي كاساهارا (1988) على موقع Soccerway.com (الإنجليزية)
- تاكاشي كاساهارا (1988) على موقع عالم كرة القدم.نت (الإنجليزية)